# Saint-Amand-Villages
Saint-Amand-Villages is een gemeente in het Franse departement Manche (regio Normandië). De plaats maakt deel uit van het arrondissement Saint-Lô. Saint-Amand-Villages is op 1 januari 2017 ontstaan door de fusie van de gemeenten Placy-Montaigu en Saint-Amand. De gemeente telde 2.523 inwoners op 1 januari 2022.

## Geografie
De oppervlakte van Saint-Amand-Villages bedraagt 38,19 vierkante kilometer; de bevolkingsdichtheid was toen 66,1 inwoners per km² op 1 januari 2022.

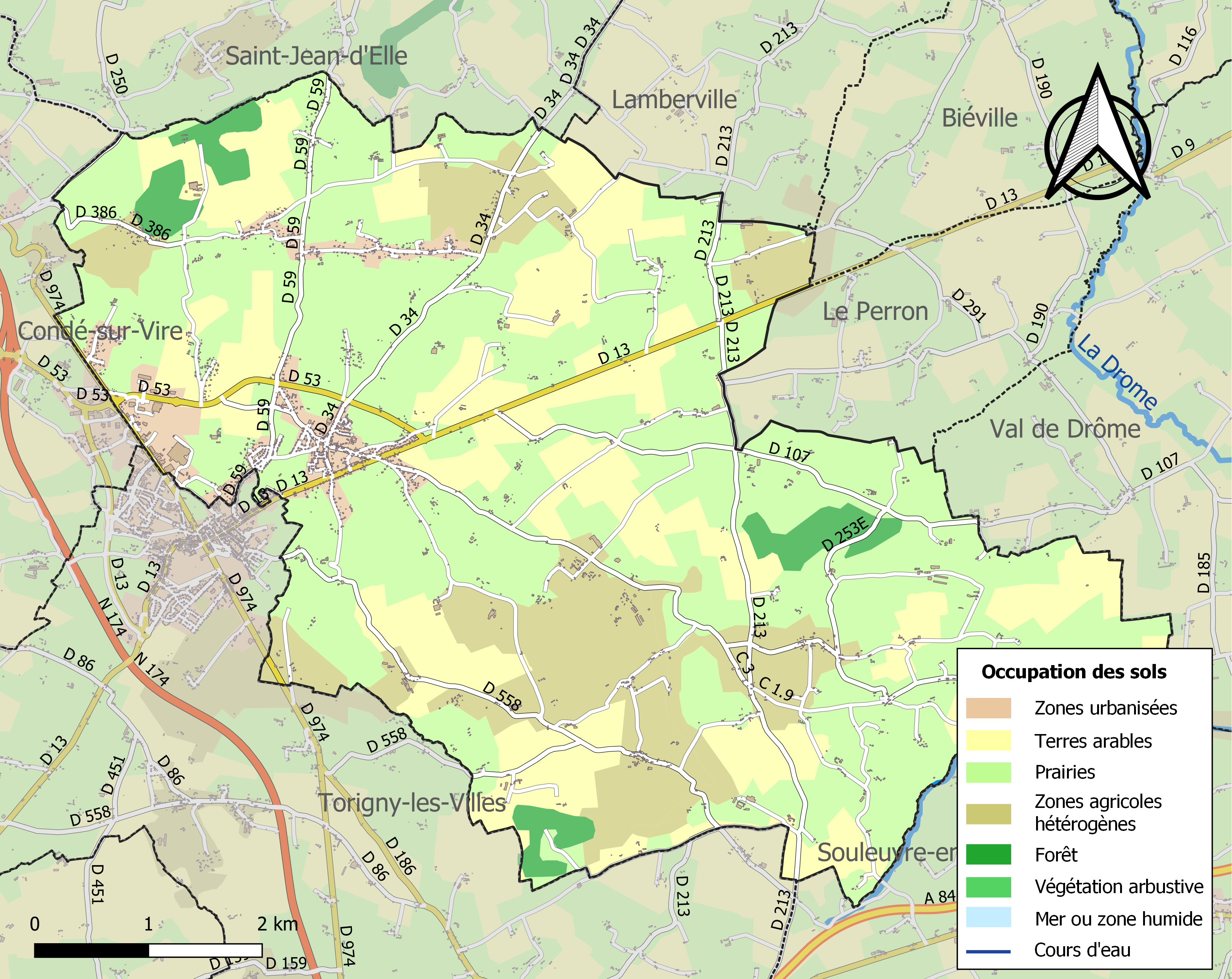
Kaart van de gemeente met de belangrijkste infrastructuur, bodemgebruik en omliggende gemeenten

Beaucoudray · Beuvrigny · Biéville · Condé-sur-Vire · Domjean · Fourneaux · Gouvets · Lamberville · Montrabot · Moyon Villages · Le Perron · Saint-Amand-Villages · Saint-Jean-d'Elle (deels) · Saint-Louet-sur-Vire · Saint-Vigor-des-Monts · Tessy-Bocage · Torigny-les-Villes